# Seebachsee
Seebachsee är en sjö i Österrike.   Den ligger i förbundslandet Salzburg, i den centrala delen av landet, 300 km väster om huvudstaden Wien. Seebachsee ligger 2 076 meter över havet.
Trakten runt Seebachsee består i huvudsak av gräsmarker. Runt Seebachsee är det ganska glesbefolkat, med 34 invånare per kvadratkilometer.